# Bulbul capdaurat
El bulbul capdaurat (Pycnonotus xantholaemus) és una espècie d'ocell de la família dels picnonòtids (Pycnonotidae). És endèmic de l'interior de l'Índia. Els seus hàbitats principals són els boscos tropicals i subtropicals de frondoses secs, els boscos tropicals i subtropicals de frondoses humits de les terres baixes, els matollars secs i humits tropicals i subtropicals i els roquissars. El seu estat de conservació es considera vulnerable.